# Alta velocidad ferroviaria en India

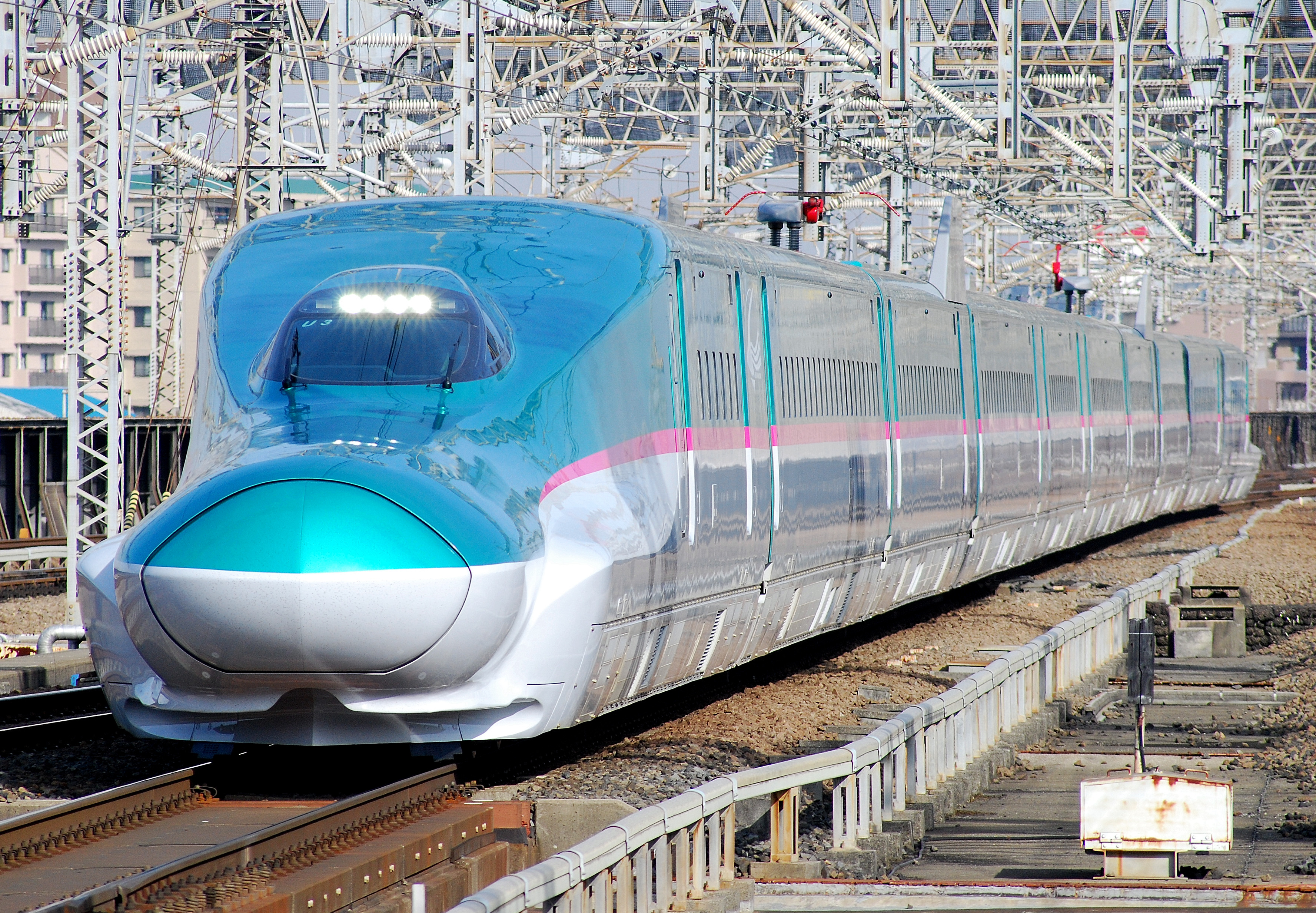
El tren shinkansen U3 de la serie E5 de JR East se acerca a la estación de Omiya en el servicio "Hayabusa 4" a Tokio

En la actualidad, la India no tiene ninguna línea de alta velocidad operativa, aunque se han aprobado un total de ocho corredores, con el corredor entre Bombay y Ahmedabad en construcción.Actualmente, los trenes más rápidos de la India son el RapidX, el Gatimaan Express y el Rani Kamalapati (Habibganj)-Hazrat Nizamuddin Vande Bharat Express, con una velocidad máxima de 160 km/h en el tramo Tughlakabad - Agra Cantonment.
El primer corredor ferroviario de alta velocidad entre Mumbai y Ahmedabad (508 km (315,7 mi)) está actualmente en construcción con una velocidad operativa máxima diseñada de 320 km/h (199 mph). El corredor utilizará ancho estándar, en lugar del ancho indio, más habitual en el resto de la red ferroviaria, y se construirá con tecnología Shinkansen . Se espera que transporte pasajeros entre las dos ciudades en aproximadamente tres horas y se espera que los precios de los billetes sean competitivos con los de los viajes aéreos. Inicialmente, se esperaba que este proyecto estuviera terminado en diciembre de 2023; sin embargo, debido principalmente a problemas de adquisición de tierras en Maharashtra y la pandemia de COVID-19, ahora se espera que esté terminado en octubre de 2028. Sin embargo, está previsto abrir una parte de esta línea entre Surat y Bilimora para 2026.

## Líneas de alta velocidad

### Líneas en construcción y en proyecto
| Línea                | Ciudades que conecta     | Estado          | Entrada en servicio |
| Corredor Norte       | Corredor Norte           | Corredor Norte  | Corredor Norte      |
| -------------------- | ------------------------ | --------------- | ------------------- |
| LAV Delhi–Varanasi   | Nueva Delhi · Varanasi   | En proyecto     | 2031                |
| LAV Delhi–Amritsar   | Nueva Delhi · Chandigarh | En proyecto     | 2051                |
| LAV Delhi–Amritsar   | Chandigarh · Amritsar    | En proyecto     | 2051                |
| LAV Delhi–Ahmedabad  | Nueva Delhi · Udaipur    | En proyecto     | 2031                |
| LAV Delhi–Ahmedabad  | Udaipur · Ahmedabad      | En proyecto     | 2031                |
| Corredor Oeste       |                          |                 |                     |
| LAV Bombay–Ahmedabad | Bombay · Bilimora        | En construcción | 2028                |
| LAV Bombay–Ahmedabad | Bilimora · Surat         | En construcción | 2026                |
| LAV Bombay–Ahmedabad | Surat · Ahmedabad        | En construcción | 2028                |